# Sfârșitul lumii

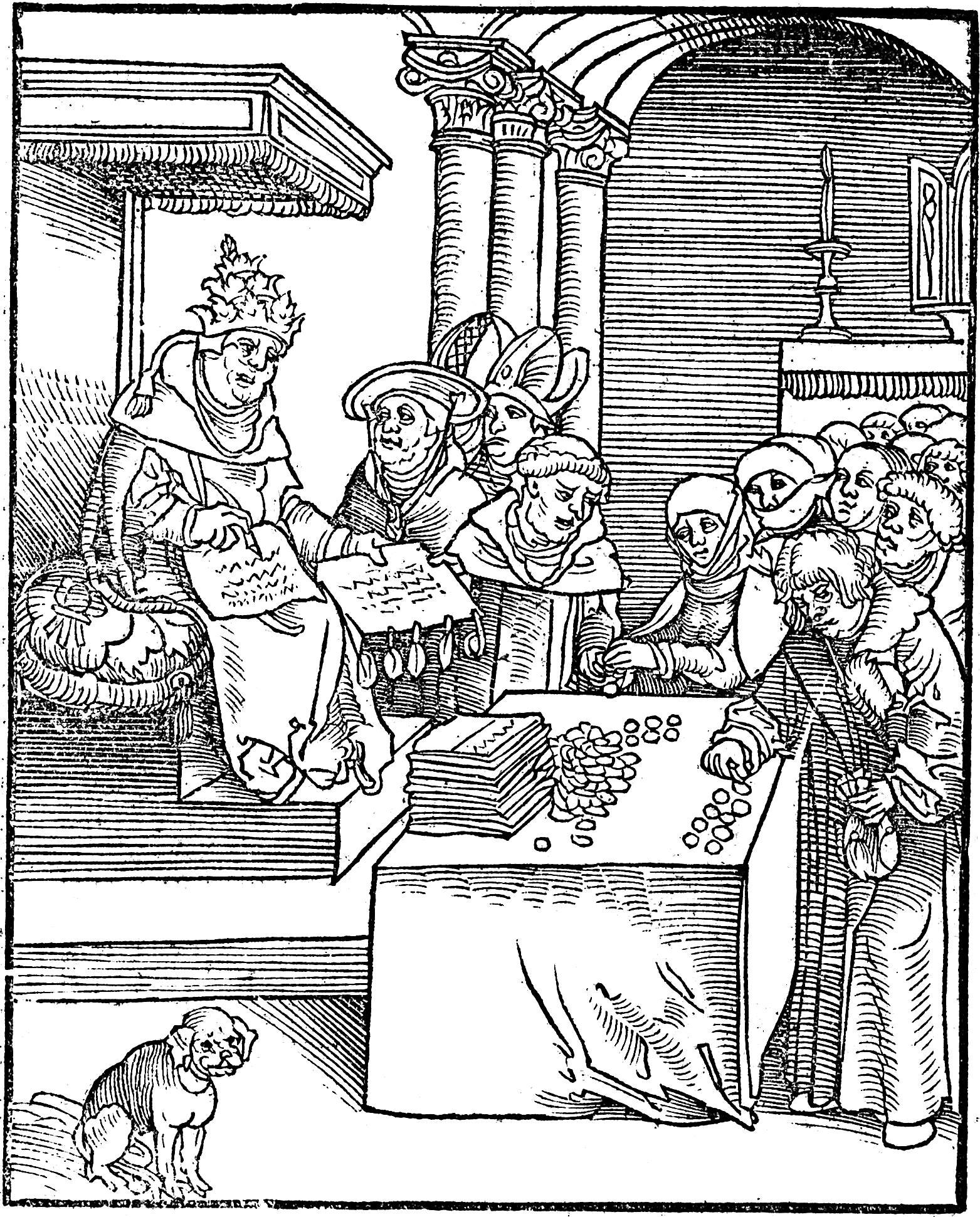
Antichrist prezentat cu trei coroane pe scaunul papal, vânzând indulgențe.
Gravură de Lucas Cranach cel Bătrân (1521)

Sfârșitul lumii, Sfârșitul vremurilor ori Sfârșitul zilelor sunt termeni escatologici în cele trei religii avraamice (iudaism, creștinism și islam) și în scenarii ale judecății de apoi din diverse alte religii neavraamice. În religiile avraamice Sfârșitul lumii adesea este descris ca un moment care precede marele necaz înainte de apariția (în iudaism) sau reîntoarcerea lui Mesia (în creștinism și islam), o persoană care va conduce Împărăția lui Dumnezeu și care va pune capăt suferinței și răului. Diferite alte religii au și ele convingeri escatologice, asociate cu sfârșitul și răscumpărarea.
Apariția științei moderne în secolul al XVIII-lea, care a stabilit vârsta Pământului la 4,54 miliarde ani și a universului la 13,75 miliarde ani a făcut ca termenul de Sfârșitul Zilelor din discursurile teologilor să fie înlocuit de întrebările mult mai practice ale oamenilor de știință contemporani, referitoare la soarta finală a universului. Cei mai mulți dintre aceștia susțin că dovezile indică Sfârșitul lumii ca având loc, în cele din urmă, peste câteva sute de miliarde de ani, odată cu moartea termică a universului (sau mai devreme odată cu moartea Soarelui dacă omenirea nu colonizează spațiul cosmic).

## Iudaism

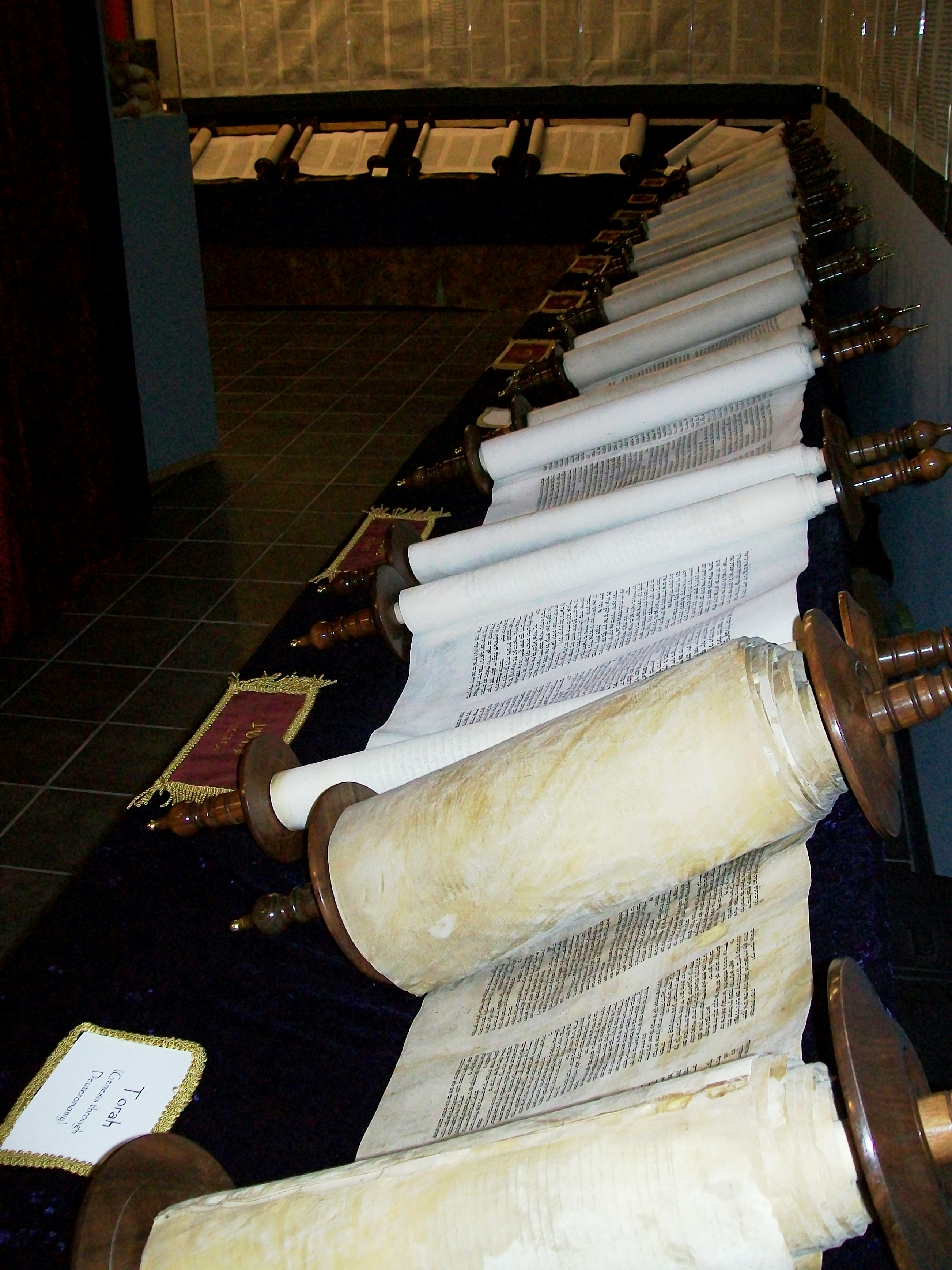
Set complet de pergamente care conțin întregul Tanah, Biblia ebraică

În iudaism, Sfârșitul lumii este aḥarit ha-yamim, אחרית הימים), expresie ce apare de șapte ori în Tanah. După sfârșitul lumii potrivit iudaismului urmează Olam Haba (Lumea ce vine).
Evenimentele tumultuoase ce vor răsturna vechea ordine mondială sunt prezentate în diverse versete din Vechiul Testament, de exemplu în următoarele versete din Biblie:

Deuteronom 4:29-39 "Și dacă de acolo vei căuta pe Domnul, Dumnezeul tău, Îl vei găsi dacă-L vei căuta din toată inima ta și din tot sufletul tău. Și după ce ți se vor întâmpla toate aceste lucruri în strâmtorarea ta, în zilele de pe urmă, te vei întoarce la Domnul, Dumnezeul tău, și vei asculta glasul Lui; căci Domnul, Dumnezeul tău, este un Dumnezeu plin de îndurare, care nu te va părăsi și nu te va nimici; El nu va uita legământul pe care l-a încheiat prin jurământ cu părinții tăi. Întreabă vremurile străvechi, care au fost înaintea ta, din ziua când a făcut Dumnezeu pe om pe pământ, și cercetează de la o margine a cerului la cealaltă: a fost vreodată vreo întâmplare așa de mare, și s-a auzit vreodată așa ceva? A fost vreodată vreun popor care să fi auzit glasul lui Dumnezeu vorbind din mijlocul focului, cum l-ai auzit tu, și să fi rămas viu? A fost vreodată vreun dumnezeu care să fi căutat să ia un neam din mijlocul altui neam, prin încercări, semne, minuni și lupte, cu mână tare și braț întins, și cu minuni înfricoșate, cum a făcut cu voi Domnul, Dumnezeul vostru, în Egipt și sub ochii voștri? Numai tu ai fost martor la aceste lucruri, ca să cunoști că numai Domnul este Dumnezeu și că nu este alt Dumnezeu în afară de El. Din cer, te-a făcut să auzi glasul Lui, ca să te învețe; și, pe pământ, te-a făcut să vezi focul Lui cel mare, și ai auzit cuvintele Lui din mijlocul focului. El a iubit pe părinții tăi, și de aceea a ales sămânța lor după ei; El însuși te-a scos din Egipt, prin puterea Lui cea mare. El a izgonit dinaintea ta neamuri mai mari la număr și mai tari decât tine, ca să te ducă în țara lor, și să ți-o dea în stăpânire, cum vezi azi. Să știi, deci, în ziua aceasta, și pune-ți în inimă că numai Domnul este Dumnezeu, sus în cer și jos pe pământ, și că nu este alt Dumnezeu în afară de El."

Isaia 2:1-5 "Viziunea pe care a avut-o Isaia, fiul lui Amos, cu privire la Iuda și Ierusalim. În zilele care vor veni, muntele casei Domnului va fi înălțat peste vârfurile munților și se va ridica deasupra dealurilor. Toate popoarele se vor îndrepta într-acolo. Multe popoare vor veni și vor zice: Veniți să ne suim pe muntele Domnului, la casa Dumnezeului lui Iacob, ca el să ne învețe căile sale și să umblăm pe cărările sale. Căci din Sion va ieși legea și cuvântul lui Dumnezeu din Ierusalim. El va judeca neamurile și va da legile sale multor popoare. Nici un neam nu va mai ridica sabia împotriva altuia și nu se vor mai pregăti pentru războaie; își vor transforma săbiile în fiare de plug și sulițele în seceri. Voi, cei din casa lui Iacob, veniți să umblăm în lumina Domnului! "

Mica 4:1-5 "În vremurile de pe urmă, muntele Casei Domnului va fi întemeiat tare ca cel mai înalt munte, se va înălța deasupra dealurilor, și popoarele vor veni grămadă la el. Neamurile se vor duce cu grămada la el, și vor zice: Veniți, haidem să ne suim la muntele Domnului, la Casa Dumnezeului lui Iacov, ca să ne învețe căile Lui, și să umblăm pe cărările Lui! Căci din Sion va ieși Legea, și din Ierusalim Cuvântul Domnului. El va judeca între multe popoare, va hotărî între neamuri puternice, depărtate. Din săbiile lor își vor făuri fiare de plug, și din sulițele lor cosoare; nici un neam nu va mai trage sabia împotriva altuia, și nu vor mai învăța să facă război; ci fiecare va locui sub vița lui și sub smochinul lui, și nimeni nu-l va mai tulbura. Căci gura Domnului oștirilor a vorbit. Pe când toate popoarele umblă fiecare în numele dumnezeului său, noi vom umbla în Numele Domnului, Dumnezeului nostru, totdeauna și în veci de veci! "

### Talmud

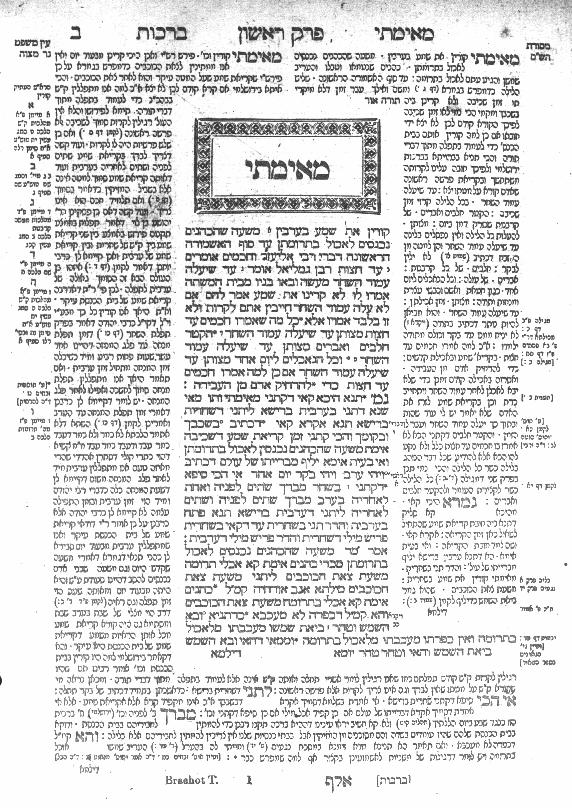
Talmud: Începutul tratatului „Berachoth”. În mijloc Mișna și Ghemara, în dreapta comentariul lui Rashi, în stânga comentarii ulterioare

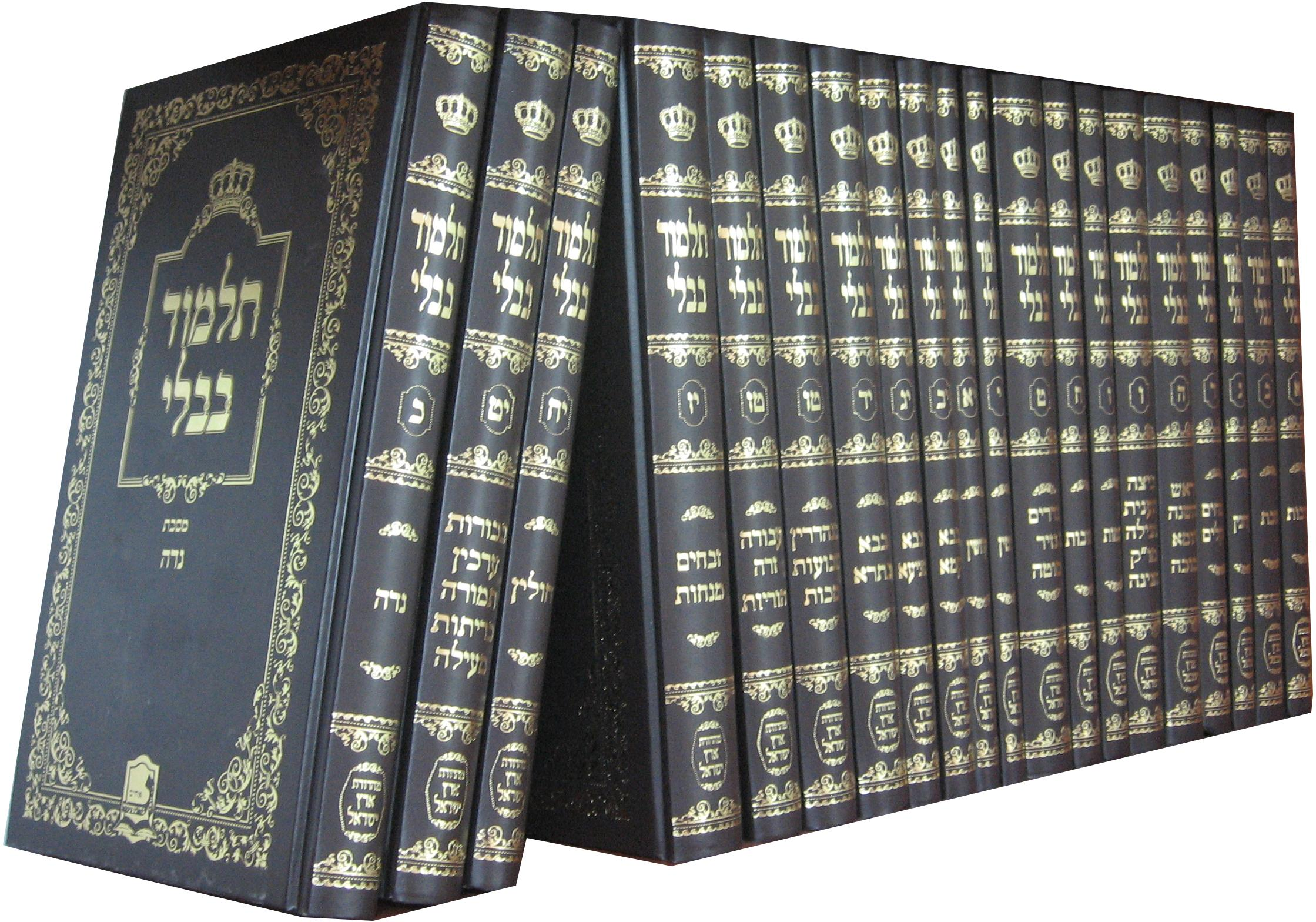
Talmudul babilonian

Talmudul este o compilație a opiniilor docte acumulate în scris până la sfârșitul secolului al V-lea, opinii prezentate, de obicei, sub formă de dialoguri. Textul talmudic conține numeroase elemente de legendă și folclor. Pe lângă textul talmudic definitivat până la sfârșitul secolului al V-lea au fost adăugate diferite comentarii care, cu timpul, au ajuns să fie considerate ca o parte integrantă a studiului talmudic. Opiniile docte enunțate în Talmud tratează toate aspectele vieții umane prin perspectiva normativă a iudaismului și sfârșitul lumii. Axioma fundamentală a iudaismului este că Tora este divină, unică, eternă și irefutabil supremă. Tora este formată din primele cinci cărți ale Vechiului Testament. "Pentateuch" este termenul grec referitor la primele cinci cărți ale Vechiului Testament. Etimologic, noțiunea de Tora este complexă și include "înțelepciune", "învățătură" precum și un sens arhaic de "lege". Textul talmudic explică aplicarea practică a celor 613 porunci, care formează cultul mozaic.
În alte scrieri, unul dintre înțelepții din Talmud spune:

"Să vină sfârșitul zilelor, dar poate noi nu vom trăi ca să îl vedem, pentru că va fi plin de atât de multe conflicte și suferințe."

Potrivit tradiției evreiești, cei care vor fi în viață în timpul Sfârșitului lumii vor vedea:
1. Sinagogile și sălile de studiu care au fost în Babilon sunt stabilite în țara lui Israel. (Masechet Megillah, 29a)
2. pământul din Israel va fi plin de vegetație. (Masechet Sanhedrin 98a)
3. guvernul va deveni eretic. (Sanhedrin 97a)
4. ismailiții (arabii) vor împiedica pe evrei să se întoarcă în patria lor, până când meritul circumcișilor va dispărea. (Zohar, Vaera 32a) Dovezi științifice și profetice pentru Tora
5. secerișul evreilor împrăștiați,
6. înfrângerea tuturor inamicilor Israelului,
7. construcția (sau plasarea divină) a celui de-al treilea templu din Ierusalim și reluarea sacrificiilor[1][2][3] și a serviciilor Templului,
8. Reînvierea morților (techiat hametim), sau Învierea,
9. La un moment dat, Mesia va fi uns regele lui Israel. El va împărți pe evreii din Israel pe pământurile inițiale ale celor 12 triburi. În acest timp, Gog și Magog (Ezechiel 39) vor ataca Israelul.

Talmudul ne arată că Magog va duce o mare bătălie, în care mulți vor muri de ambele părți, dar Dumnezeu va interveni și va salva evreii. Această luptă este denumită Armageddon. Dumnezeu, care va învinge acest ultim inamic o dată pentru totdeauna va alunga tot răul din existența umană. Anul 2009 reprezintă 5769 ani de la crearea lui Adam, potrivit calendarului iudaic. După anul 6000 (în calendarul evreiesc) (anul 2240 creștin), al șaptelea mileniu va fi o epocă de sfințenie, liniște, viață spirituală și pace în întreaga lume, denumită Olam Haba (Lumea ce vine sau Lumea Următoare), în acest timp toți oamenii vor cunoaște pe Dumnezeu în mod direct.
Tot Israelul va avea o porțiune din lumea ce are să vină. (Talmud Sanhedrin 10:1).
Ramban (Nachmanides) interpretează lumea ce are să vină drept supremul bine și scopul creației. Prin urmare, el susține că lumea viitorului se referă de fapt la învierea morților, un eveniment care va avea loc după epoca mesianică, care a început deja.

## Creștinism
Unii creștini din primul secol au crezut că Isus va reveni pe Pământ în timpul vieții lor, pentru că Isus a spus adepților săi să fie mereu în alertă și gata în orice moment. Din această convingere a apărut doctrina iminenței. În momentul în care Pavel s-a convertit, în Tesalonic creștinii erau persecutați de către Imperiul Roman și credeau că sfârșitul lumii a început.
Apocalipsa lui Ioan și Evanghelia lui Ioan sunt considerate de către savanții moderni creștine ca fiind scrise la cel puțin un deceniu după căderea Ierusalimului în anul 70 d.Hr., și în special în jurul 90-95 d.Hr. Kenneth Gentry în lucrarea sa Înainte de căderea Ierusalimului argumentează cu ajutorul arheologiei și a unor texte antice (inclusiv Cartea Apocalipsei) că această carte, Apocalipsa, a fost scrisă în timpul domniei împăratului roman Nero, în anul 60 d.Hr.
Tema profetică a Noului Testament este Necazul, ca o oglindire a celei din Vechiul Testament. În Noul Testament, Isus se referă la aceasta ca Marele Necaz, Nenorocirea și Zilele Răzbunării.

Matei 24:15-22 De aceea, când veți vedea, urâciunea pustiirii, despre care a vorbit proorocul Daniel, așezată în locul sfânt - cine citește să înțeleagă! -atunci, cei ce vor fi în Iudea, să fugă la munți; cine va fi pe acoperișul casei, să nu se pogoare să-și ia lucrurile din casă; și cine va fi la câmp, să nu se întoarcă să-și ia haina. Vai de femeile, care vor fi însărcinate și de cele ce vor da țâță în zilele acelea! Rugați-vă ca fuga voastră să nu fie iarna, nici într-o zi de Sabat. Pentru că atunci va fi un necaz așa de mare, cum n-a fost niciodată de la începutul lumii până acum, și nici nu va mai fi. Și dacă zilele acelea n-ar fi fost scurtate, nimeni n-ar scăpa; dar, din pricina celor aleși, zilele acelea vor fi scurtate. 

Marcu 13:14-20 Când veți vedea, urâciunea pustiirii stând acolo unde nu se cade să fie, - cine citește să înțeleagă - atunci cei ce vor fi în Iudea, să fugă la munți. Cine va fi pe acoperișul casei, să nu se pogoare, și să nu intre în casă, ca să-și ia ceva din ea. Și cine va fi la câmp, să nu se întoarcă înapoi ca să-și ia haina. Vai de femeile care vor fi însărcinate, și de cele ce vor da țâță în zilele acelea! Rugați-vă ca lucrurile acestea să nu se întâmple iarna. Pentru că în zilele acelea va fi un necaz așa de mare, cum n-a fost de la începutul lumii, pe care a făcut-o Dumnezeu, până azi, și cum nici nu va mai fi vreodată. Și dacă n-ar fi scurtat Domnul zilele acelea, nimeni n-ar scăpa; dar le-a scurtat din pricina celor aleși. 

Luca 21:20-33 Când veți vedea Ierusalimul înconjurat de oști, să știți că atunci pustiirea lui este aproape. Atunci, cei din Iudea să fugă la munți, cei din mijlocul Ierusalimului să iasă afară din el, și cei de prin ogoare să nu intre în el. Căci zilele acelea vor fi zile de răzbunare, ca să se împlinească tot ce este scris. Vai de femeile care vor fi însărcinate, și de cele ce vor da țâță în acele zile! Pentru că va fi o strâmtorare mare în țară, și mânie împotriva norodului acestuia. Vor cădea sub ascuțișul sabiei, vor fi luați robi printre toate neamurile; și Ierusalimul va fi călcat în picioare de neamuri, până se vor împlini vremurile neamurilor. Vor fi semne în soare, în lună și în stele. Și pe pământ va fi strâmtorare printre neamuri, care nu vor ști ce să facă la auzul urletului mării și al valurilor; oamenii își vor da sufletul de groază, în așteptarea lucrurilor care se vor întâmpla pe pământ; căci puterile cerurilor vor fi clătinate. Atunci vor vedea pe Fiul omului venind pe un nor cu putere și slavă mare. Când vor începe să se întâmple aceste lucruri, să vă uitați în sus, și să vă ridicați capetele, pentru că izbăvirea voastră se apropie." Și le-a spus o pildă: "Vedeți smochinul și toți copacii. Când înfrunzesc, și-i vedeți, voi singuri cunoașteți că de acum vara este aproape. Tot așa, când veți vedea întâmplându-se aceste lucruri, să știți că Împărăția lui Dumnezeu este aproape. Adevărat vă spun că nu va trece neamul acesta, până când se vor împlini toate aceste lucruri. Cerul și pământul vor trece, dar cuvintele Mele nu vor trece. "

### Ortodoxie
În afară de textele biblice, mai există  o seamă de profeții, mai ales grecești, cum ar fi: 
- Profeția unui anonim (anul 1054) [4]
- Proorocia Sfântului Nil Atonitul (din "Minunile și vedeniile Sf. Părintelui nostru Nil, izvorâtorul de mir, cel din Sfântul munte Athos" )
- Profeția lui Agatanghel, din 1298 [5]

Starețul Dionisie Ignat afirmă că numeroși Părinti ai Bisericii, printre care Sfântul Nil Atonitul, Sfântul Ioan Cuvântătorul de Dumnezeu, Sfântul Cosma Etolianul, Sfântul Moise Arapul sau Sfântul Ierarh Calinic de la Cernica, au avut vedenii prin care Dumnezeu le-ar fi dezvăluit că în a doua jumătate a veacului al optulea (începând cu anii 2010 AD) se va înmulți fărădelegea, va fi un război groaznic, se va arăta împărăția lui Antihrist și astfel sfârșitul lumii ar fi aproape.
Patriarhul Chiril I al Moscovei afirma în 2013 că recunoașterea de către statele occidentale a căsătoriilor gay prevestește sfârșitul lumii.

### Catolicism
Există numeroase voci care spun că al treilea secret de la Fátima implică o profeție despre sfârșitul lumii și corupția în conducerea bisericii romano-catolice, deși înalți reprezentanți de la Vatican contrazic aceste afirmații.

## Islam
În islam, Yawm al-Qiyāmah "Ziua Învierii" sau Yawm ad-Din "Ziua Judecății", evaluarea finală a lui Allah în ceea ce privește umanitatea este precedată de sfârșitul lumii. 
Potrivit islamului, data când va veni Sfârșitul lumii nu poate fi cunoscută de oameni - numai Dumnezeu știe când se va întâmpla.
Despre Ziua Judecății de Apoi – pentru a induce credincioșilor datoria față de Dumnezeu și de om – când toate faptele, chiar și cele mai mici decât un grăunte de nisip, vor fi puse la socoteală (Coranul: XCIX, 8-9), accentuând că: tot ceea ce există pe pământ poartă în sine sămânța pieirii (Coranul: LV, 27), că cerurile și pământul nu au fost zidite întru zădărnicie (Coranul: XXXVIII, 28), că Dumnezeu, așa cum a făcut să apară creația, tot așa o va face să și dispară (Coranul: XXI, 104), că sfârșitul nu poate fi evitat nici în ceruri și nici pe pământ (Coranul: VII, 188), că Cel ce le-a dat viață oamenilor o dată, le-o va da și a doua oară (Coranul: XVII, 52), că El, Cel ce a avut puterea să creeze cerurile și pământurile, are și puterea de a-i readuce pe oameni la viață (Coranul: XVII, 100), că învierea este un fapt ce ține de legea firii (Coranul: XXII, 6), că oamenii, având în vedere că nu pot învinge moartea, să o considere ca o etapă indispensabilă în trecerea lor spre eternitate (Coranul: LVI, 88) etc.

### Suniți
La suniți următoarele semne minore sunt găsite în Hadith: (vorbele și tradițiile atribuite Profetului islamic Muhammad)
- Dispariția cunoașterii și apariția ignoranței (Bukhari, Muslim, Ibn Majah & Ahmad)
- Cărțile/scrisul vor fi pe scară largă și cunoștințele (religioase) vor fi scăzute (Ahmad)
- Adulterul și curvia se va răspândi (Muhammad spune că acest lucru nu s-a întâmplat niciodată fără ca boli noi să despartă oamenii care nu i-au cunoscut pe strămoșii lor.) (Bukhari, Muslim, Ibn Majah  & Al-Haythami)
- Atunci când curvia este răspândită printre conducătorii voștri (Muhammad a spus că acest lucru se va întâmpla atunci când oamenii nu vor mai interzice răul) (Ibn Majah)
- Consumul de intoxicante va fi pe scară largă (Bukhari & Muslim)
- Femeile vor fi mai numeroase decât bărbați... eventual 50:1 (Bukhari, Muslim & Ahmad)
- Ucideri, ucideri, ucideri (Bukhari, Muslim, Ibn Majah, & Ahmad)
- Neamurile pământului se vor aduna împotriva musulmanilor ca oamenii flămânzi care se năpustesc asupra unei mese îmbelșugate. Acest lucru se va produce atunci când numărul musulmanilor va fi mare, dar "ca spuma de la mare".
- Oamenii vor bate pe alții cu bice ca niște cozi de boi (Muslim) (?Comerțul cu sclavi)
- Copii se vor umple de mânie (la Tabarani, al-Hakim)
- Femeile vor conspira (at-Tabarani, al-Hakim)
- Ploaia va fi acidă sau va arde (la Tabarani, al-Hakim)
- Copii curviei se vor răspândi pe scară largă (la Tabarani, al-Hakim)
- Atunci când încrederea devine doar un mijloc de a face un profit (la Tirmidhi, Al-Haythami)
- Câștigurile vor fi împărțite numai celor bogați, cu nici un beneficiu pentru săraci (la Tirmidhi)
- Plata Zakātului devine o povară și sărăcia este larg răspândită; acțiunile de caritate se fac fără tragere de inimă (la Tirmidhi & Al-Haythami)
- Cazurile de moarte subită vor fi larg răspândite(Ahmad)
- Vor fi oameni care se vor purta ca frații în public, dar vor fi dușmani în secret (la Tirmidhi)
- Smogul va apărea peste orașe din cauza răului care-l fac
- Timpul (va părea) că trece din ce în ce mai repede (Bukhari, Muslim, & Ahmad)
- Oamenii vor respinge Sūrat al-Qadr (decretul divin al destinului) (Al-Haythami)
- Oamenii vor crede în stele (Al-Haythami)
- Oamenii vor pretinde că urmează învățăturile Coranului dar vor respinge hadith & sunnah (Abu Dawood)
- Oamenii vor dansa până târziu în noapte
- Când cântăreții vor deveni ceva comun (Al-Haythami)
- Când cântărețele și instrumentele muzicale vor deveni populare (la Tirmidhi)
- Oamenii vor începe să poarte mătase (la Tirmidhi)
- Oamenii vor trata un om cu respect de teama răului pe care acesta l-ar putea face (la Tirmidhi)
- Când se vor ridica voci în moschei (la Tirmidhi)
- Oamenii vor merge în piață cu coapsele expuse
- Distanțe mari vor fi parcurse într-un timp scurt
- Oamenii din Irak vor primi nici alimente și nici bani datorită opresiunii romanilor (a europenilor) (Muslim)
- Oamenii vor călători între nori și pământ
- Un necaz va intra în fiecare casă (Ahmad)
- Conducătorul unui popor va fi cel mai rău dintre ei (la Tirmidhi)
- Conducătorii oamenilor vor fi asupritorii (Al-Haythami)
- Faptele bune vor scădea (Bukhari)
- Oamenii se vor ocupa de comerțul lor, dar vor fi doar câteva persoane de încredere
- Un om va intra în mormânt și doresc ca să fi fost în locul lui (Bukhari)
- Numărul cutremurelor va crește (Bukhari & Muslim)
- Vor exista încercări de a se înverzi deșerturile
- Apariția unor falși mesageri (30 dajjals) (Bukhari)
- Femeile vor fi goale chiar dacă vor fi îmbrăcate, aceste femei se vor îmbăta & vor conduce pe alții pe un drum greșit (Muslim)
- După Cucerirea Constantinopolului de către musulmani (Ahmad)
- Cucerirea Indiei de către musulmani, cu puțin timp înainte de întoarcerea lui Isus, fiul Mariei (Ahmad, o-Nisa'i, at-Tabarani, al-Hakim)

## Zoroastrianism
Escatologia zoroastriană este cea mai veche escatologie din istoria scrisă. Până în anul 500 î.Hr., exista în zoroastrism un concept pe deplin dezvoltat despre sfârșitul lumii.
Potrivit filosofiei zoroastriene, scrisă în Zand-i Vohuman Yasht, "la sfârșitul celei de-a zecea sutime de iarnă... soarele va fi mai mult nevăzut și cu mai multe pete; anul, luna și ziua sunt mai scurte; pământul este mai sterp; și plantele semănate nu vor mai face semințe; și bărbații...  vor deveni mai falși și se vor purta mai josnic. Nu vor avea nicio recunoștință. „Averile onorabile vor perverti credința... și un nor întunecat va acoperi tot cerul... care va aduce ploaie mai nocivă decât iarna.”
La sfârșitul acestei bătălii spirituale între cei drepți și cei răi, va avea loc o judecată finală ce va decide soarta tuturor sufletelor.  Păcătoșii ale căror fapte rele vor fi mai multe decât faptele lor bune vor fi pedepsiți pentru 3 zile, dar în cele din urmă vor fi iertați. Lumea va ajunge la perfecțiune și toate lucrurile rele cum ar fi sărăcia, limita de vârstă, boala, setea, foamea și moartea vor dispărea de pe pământ.  Conceptele zoroastriene se aseamănă foarte mult cu cele din credințele escatologice evreiești, creștine și islamice.  Zoroastrianismul, de asemenea, predică că fericirea va fi peste tot, și nu doar într-un îndepărtat regat al paradisului.

## Religii native americane

### Maya

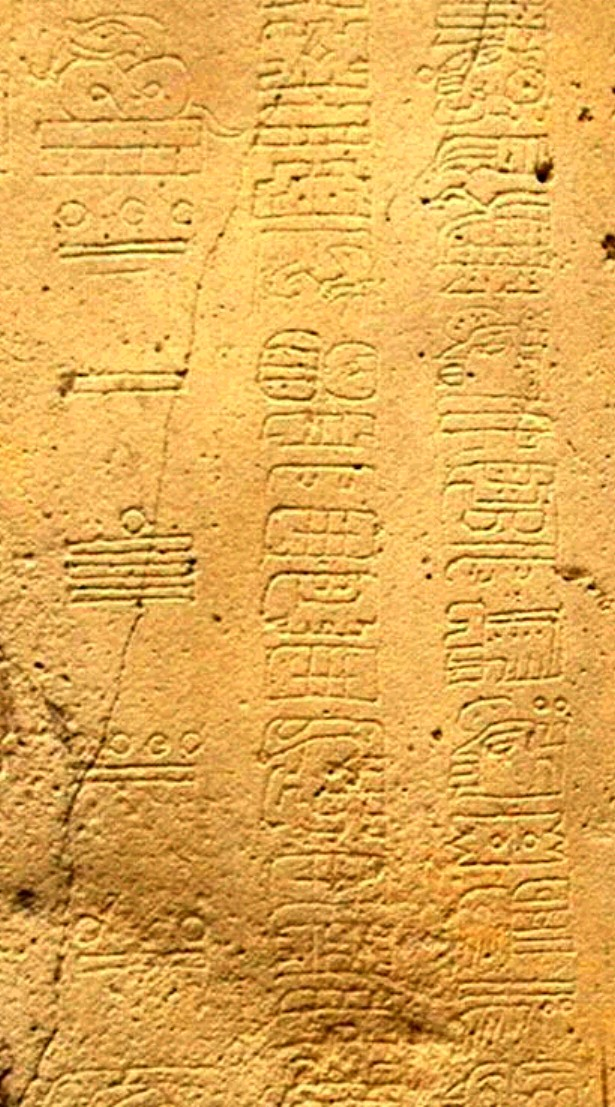
Detaliu ce arată trei coloane de simboluri din secolul al II-lea CE La Mojarra Stela 1. Coloana din stânga dă un lung şir de numere 8. 5. 16. 9. 7 adică 156 CE. Cele două coloane din dreapta sunt formate din simboluri ale scrierii olmece.

Vezi și Calendar maya măsurat pe o perioadă foarte lungă.
Multe grupuri antice și moderne Maya cred că universul a fost reînnoit de patru ori până astăzi. Prima dată a fost pentru a se realiza viața umană din cea animală ; a două reînnoire a produs un popor din lut care s-a transformat în cele din urmă în insecte (cum ar fi furnicile și albinele); a treia reînnoire ar fi dat naștere la maimuțe, iar a patra oară ar fi apărut adevărată ființă umană. Fiecare încercare prealabilă pentru crearea omului a fost încheiată de diferite catastrofe care au regenerat universul. Aceste povești variază în funcție de ce grup Maya povestește: animalele au fost aproape distrus de un potop, oamenii din lut au fost aproape distruși de o inundație și apoi de un incendiu la scară mondială, în timp ce oamenii maimuță au fost distruși de propriile lor unelte și atacați de animalele lor.
Calendarul maiaș bazat pe calcule astronomice arată că sfârșitul unui mare ciclu de 5200 ani va fi pe 21 decembrie 2012. Deși nu există dovezi substanțiale că maiașii antici considerau data ca fiind una semnificativă, mulți oameni au postulat că acestă dată ar fi Sfârșitul lumii și al universului din perspectiva maiașă, alții cred că data simboliza pentru mayași doar venirea unor mari schimbări. Conform unui articol de pe National Geographic, Dr. rer. nat. Andreas Fuls a arătat: calendarul mayaș a fost greșit transpus în calendarul iulian, așa că „sfârșitul” calendarului va întârzia vreo două sute de ani, mai precis până în anul 2208. Problema este complicată suplimentar de faptul că mayașii nu foloseau un singur calendar, ci patru calendare.

## Religia greacă
Mitologia greacă se bazează în primul rând pe literatura greacă și pe reprezentări vizuale datând în principal din perioada geometrică (cca. 900-800 Î.Hr.).
Vechea mitologie greacă susținea că Zeus, cel care îl răsturnase de la putere pe tatăl său, Cronos, va fi la rândul său răsturnat de un fiu.  Această poveste poate fi considerată echivalentă cu sfârșitul lumii sau cu sfârșitul unei perioade. Prometeu a dezvăluit că acest fiu va fi născut de Thetis dacă aceasta se va culca cu Zeus.  Pentru a preveni acest lucru, Zeus a căsătorit-o pe Thetis cu Peleus, un erou muritor. Din această relație s-a născut Ahile, protagonistul din Iliada și unul dintre cei mai mari eroi din mitologia greacă.

## Alte profeții
- Isaac Newton a profețit că sfârșitul lumii nu va veni înainte de anul 2060.[16]

## Media

### Film
- The Omen (1976) și toate continuările sale
- Al șaptelea semn (1988)
- Seria de filme Thief In The Night: Hoțul Nopții (1972),  A Distant Thunder (1978),  Image of the Beast (1981), The Prodigal Planet (1983) și The Battle of Armageddon (în productie).
- Alex de la Iglesia - El día de la bestia (1995), film horror-comedie spaniol
- Filmele Left Behind produse de Cloud Ten Pictures
- Cloud Ten Pictures a produs și Apocalypse în 1998
- Apocalipsa cu Arnold Schwarzenegger.
- The Rapture (1991). Un film prin care scriitorul, producătorul și directorul furnizează propriile lor opinii, în afară de cele biblice, creștine, evanghelice
- The Omega Code (1999), film despre mileniu cu un complot în care Antihristul va prelua lumea pentru a distruge orașul Ierusalim și conduce armatele lui Satana împotriva lui Dumnezeu.
- Megiddo: The Omega Code 2 Filmul prezintă îndeplinirea unui eveniment profetic despre un guvern mondial sub Anticrist și bătălia finală dintre Dumnezeu și Satana.
- 2012, prezintă data calendaristică maiașă a „sfârșitului lumii” pe 21 decembrie 2012, un film despre modul în care Pământul este distrus și cum oamenii încearcă să supraviețuiască.

### TV
- „Sfârșitul lumii”, episod Doctor Who - Sfârșitul lumii are loc în anul cinci miliarde, moment în care Pământul este distrus prin expansiunea Soarelui.

### Jocuri
- Darksiders (2010), lansat de THQ, dezvoltat de Vigil Games; primul călăreț al Apocalipsei, War (Războiul) este chemat pe Pământul devastat de demonii "Distrugătorului" (care se dovedește a fi căpetenia elitei arhanghelilor, Abbadon, ispitit de Lilith ca să distrugă Pământul și să conducă Iadul). War este judecat de Marele Consiliu, este căutat de arhangheli și are datoria de-a opri forțele demonice.[necesită citare]
- Darksiders II (2012), lansat de THQ; ultimul călăreț al Apocalipsei, Death(Moartea), încearcă să-și salveze fratele, pe War, care este luat prizonier, judecat și condamnat de Marele Consiliu, fiind acuzat pentru ruperea celui de-al șaptelea Sigiliu. Totodată, Death călătorește pe tărâmul morților pentru a cauta Pomul Vieții și Fântâna Sufletelor ca sa restaureze Umanitatea, care a fost devastată de demoni.[necesită citare]